# Lampedusa e Linosa
Lampedusa e Linosa là một đô thị của tỉnh Agrigento ở vùng Sicilia, có vị trí cách khoảng 300 km về phía nam của Palermo và khoảng 220 km về phía tây nam của Agrigento. Vào thời điểm ngày 31 tháng 12 năm 2004, đô thị này có dân số 6.066 người và diện tích là 25.5 km².
Đô thị Lampedusa e Linosa nằm ở trên nhóm ba đảo nhỏ - Lampedusa, Linosa, 
Lampione có frazioni (đơn vị trực thuộc, chủ yếu là các làng): Lampedusa, Linosa, Cala Creta, Cala Francese, Grecale, and Terranova.